# سانت رافاييل (إقليم فار)
سانت رافاييل بلدية فرنسية تقع في إقليم فار في جنوب شرق فرنسا .

## المناخ
يظهر الجدول التالي التغييرات المناخية على مدار السنة لسانت رافاييل:
| البيانات المناخية لـسانت رافاييل                             | البيانات المناخية لـسانت رافاييل | البيانات المناخية لـسانت رافاييل | البيانات المناخية لـسانت رافاييل | البيانات المناخية لـسانت رافاييل | البيانات المناخية لـسانت رافاييل | البيانات المناخية لـسانت رافاييل | البيانات المناخية لـسانت رافاييل | البيانات المناخية لـسانت رافاييل | البيانات المناخية لـسانت رافاييل | البيانات المناخية لـسانت رافاييل | البيانات المناخية لـسانت رافاييل | البيانات المناخية لـسانت رافاييل | البيانات المناخية لـسانت رافاييل |
| الشهر                                                        | يناير                            | فبراير                           | مارس                             | أبريل                            | مايو                             | يونيو                            | يوليو                            | أغسطس                            | سبتمبر                           | أكتوبر                           | نوفمبر                           | ديسمبر                           | المعدل السنوي                    |
| ------------------------------------------------------------ | -------------------------------- | -------------------------------- | -------------------------------- | -------------------------------- | -------------------------------- | -------------------------------- | -------------------------------- | -------------------------------- | -------------------------------- | -------------------------------- | -------------------------------- | -------------------------------- | -------------------------------- |
| الدرجة القصوى °م (°ف)                                        | 22.8 (73.0)                      | 23.0 (73.4)                      | 27.3 (81.1)                      | 28.3 (82.9)                      | 32.6 (90.7)                      | 37.7 (99.9)                      | 42.5 (108.5)                     | 41.5 (106.7)                     | 35.0 (95.0)                      | 35.9 (96.6)                      | 26.6 (79.9)                      | 23.2 (73.8)                      | 42.5 (108.5)                     |
| متوسط درجة الحرارة الكبرى °م (°ف)                            | 13.1 (55.6)                      | 13.8 (56.8)                      | 16.1 (61.0)                      | 18.0 (64.4)                      | 22.0 (71.6)                      | 25.7 (78.3)                      | 28.8 (83.8)                      | 28.9 (84.0)                      | 25.5 (77.9)                      | 21.3 (70.3)                      | 16.7 (62.1)                      | 13.5 (56.3)                      | 20.3 (68.5)                      |
| المتوسط اليومي °م (°ف)                                       | 8.2 (46.8)                       | 8.6 (47.5)                       | 10.8 (51.4)                      | 13.0 (55.4)                      | 17.0 (62.6)                      | 20.6 (69.1)                      | 23.3 (73.9)                      | 23.4 (74.1)                      | 20.2 (68.4)                      | 16.6 (61.9)                      | 12.0 (53.6)                      | 8.9 (48.0)                       | 15.3 (59.5)                      |
| متوسط درجة الحرارة الصغرى °م (°ف)                            | 3.3 (37.9)                       | 3.4 (38.1)                       | 5.6 (42.1)                       | 8.0 (46.4)                       | 11.9 (53.4)                      | 15.4 (59.7)                      | 17.9 (64.2)                      | 18.0 (64.4)                      | 14.8 (58.6)                      | 11.8 (53.2)                      | 7.3 (45.1)                       | 4.3 (39.7)                       | 10.2 (50.4)                      |
| أدنى درجة حرارة °م (°ف)                                      | −9.0 (15.8)                      | −12.0 (10.4)                     | −8.6 (16.5)                      | −1.8 (28.8)                      | 1.1 (34.0)                       | 5.5 (41.9)                       | 7.5 (45.5)                       | 7.7 (45.9)                       | 4.5 (40.1)                       | 0.1 (32.2)                       | −3.3 (26.1)                      | −7.0 (19.4)                      | −12.0 (10.4)                     |
| الهطول مم (إنش)                                              | 70.6 (2.78)                      | 41.6 (1.64)                      | 45.0 (1.77)                      | 73.9 (2.91)                      | 45.7 (1.80)                      | 33.2 (1.31)                      | 13.1 (0.52)                      | 35.8 (1.41)                      | 74.7 (2.94)                      | 119.5 (4.70)                     | 99.7 (3.93)                      | 94.5 (3.72)                      | 747.3 (29.42)                    |
| متوسط أيام هطول الأمطار (≥ 1.0 mm)                           | 5.9                              | 4.8                              | 4.9                              | 7.2                              | 5.0                              | 3.6                              | 1.4                              | 2.4                              | 4.8                              | 7.4                              | 7.3                              | 6.5                              | 61.2                             |
| متوسط الأيام المثلجة                                         | 0.7                              | 0.4                              | 0.1                              | 0.0                              | 0.0                              | 0.0                              | 0.0                              | 0.0                              | 0.0                              | 0.0                              | 0.1                              | 0.2                              | 1.5                              |
| متوسط الرطوبة النسبية (%)                                    | 75                               | 73                               | 72                               | 73                               | 76                               | 75                               | 73                               | 74                               | 77                               | 78                               | 77                               | 76                               | 74.9                             |
| ساعات سطوع الشمس الشهرية                                     | 155.9                            | 166.6                            | 217.7                            | 220.7                            | 264.9                            | 311.1                            | 346.1                            | 313.4                            | 234.2                            | 171.9                            | 141.6                            | 121.2                            | 2٬665٫2                          |
| المصدر #1: Meteo France                                      |                                  |                                  |                                  |                                  |                                  |                                  |                                  |                                  |                                  |                                  |                                  |                                  |                                  |
| المصدر #2: Infoclimat.fr (humidity and snowy days 1961–1990) |                                  |                                  |                                  |                                  |                                  |                                  |                                  |                                  |                                  |                                  |                                  |                                  |                                  |

## توأمة
لسانت رافاييل اتفاقيات توأمة مع كل من:
- طبريا
- زانكت غيورغن
- غنت
- جرموك

## أعلام
- أدريان دوادي
- سيندي برونا
- فابيان داو كاستيلانا
- ألفونس كار
- ديدييه مارتيل
- أنتوني برايزات
- ماري لاين
- باسيل سبالدينغ دي جرمينديا
- مارجريت أودو
- سيم